# Président du Tynwald
Le président du Tynwald est l’officier qui préside aux sessions du Tynwald à Douglas, sur l’île de Man et est élu par et parmi les membres du Tynwald.
Le président du Tynwald reste impartial mais, dans le cas d’une égalité lors d’un vote du Conseil législatif, son vote permet de faire pencher la balance. Le président veille au bon fonctionnement du Tynwald. On retrouve une fonction équivalente dans le cas du porte-parole de la House of Keys.
Le premier président élu, sir Charles Kerruish, fut élu en 1990 et resta en poste jusqu’à sa retraite en 2000.
Avant 1990, le poste de président du Tynwald était occupé par le lieutenant-gouverneur de l’archipel. Il est aujourd’hui conjointement lié au président du Conseil législatif.

## Liste des présidents du Tynwald
| Nom                                   | Qualité       | Début de mandat | Fin de mandat |
| ------------------------------------- | ------------- | --------------- | ------------- |
| Lieutenant-gouverneur de l'île de Man |               |                 | 1990          |
| Charles Kerruish                      | OBE, LLD, MLC | 1990            | 2000          |
| Noel Cringle                          | MLC           | 2000            | 2011          |
| Clare Christian                       | MLC           | 12 juillet 2011 | 2016          |
| Steve Rodan                           |               | 19 juillet 2016 | -             |

## Présidents députés du Tynwald
Ce sont généralement les mêmes que le porte-parole de la House of Keys.